# Ceuthauxus morelus
Ceuthauxus morelus är en mångfotingart som beskrevs av Chamberlin 1943. Ceuthauxus morelus ingår i släktet Ceuthauxus och familjen Rhachodesmidae. Inga underarter finns listade i Catalogue of Life.